# Rhizophora harrisonii
Rhizophora harrisonii là một loài thực vật có hoa trong họ Rhizophoraceae. Loài này được Leechm. miêu tả khoa học đầu tiên năm 1918.